# Gabrovo (oblast)
Pour les articles homonymes, voir Gabrovo (homonymie).
L'oblast de Gabrovo est l'un des 28 oblasti (« province », « région », « district ») de Bulgarie. Son chef-lieu est la ville de Gabrovo.

## Géographie
L'oblast de Gabrovo couvre une superficie de 2 023 km2 dans le centre de la Bulgarie.

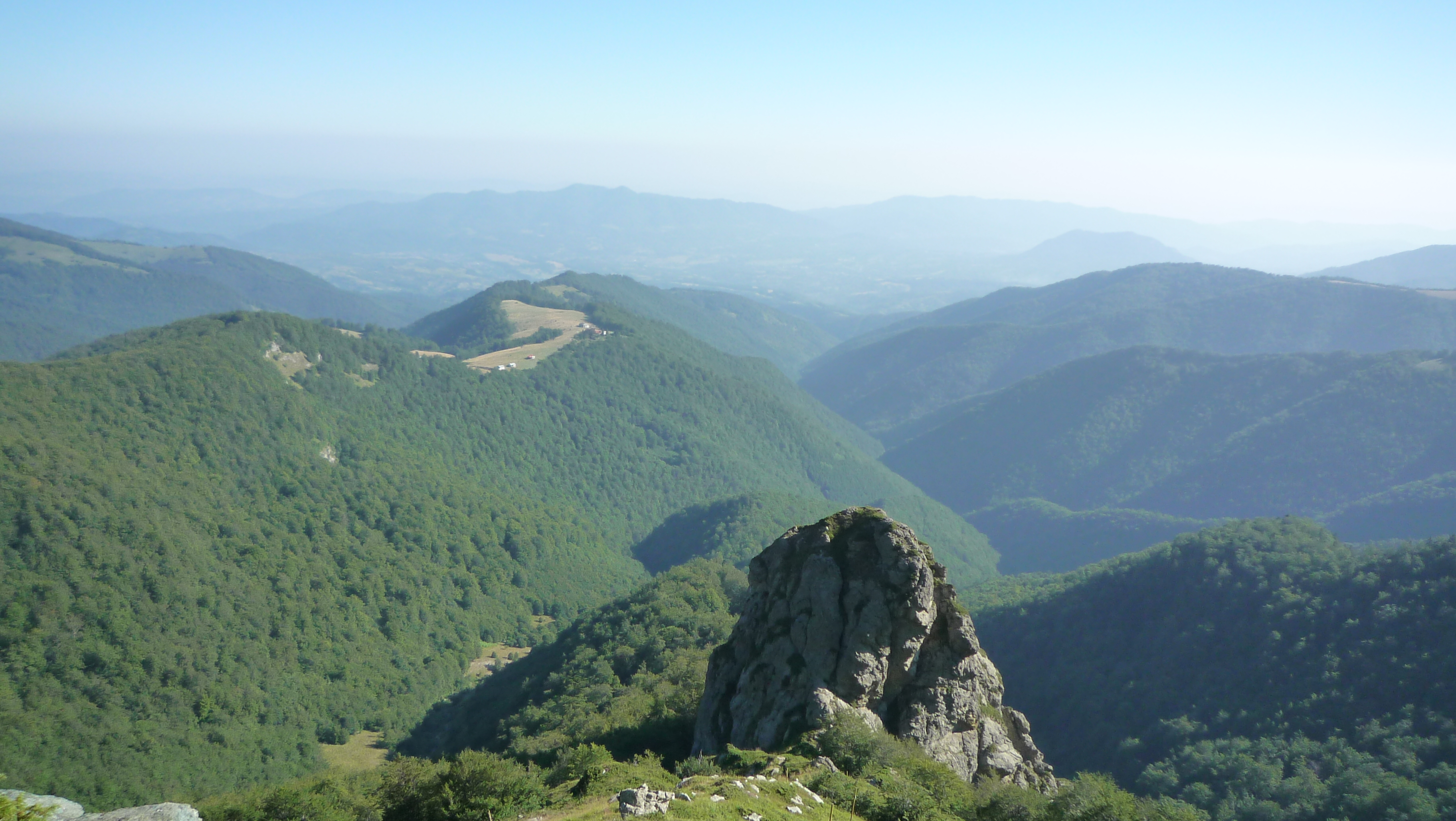
Parc national des Balkans centraux

## Population
Sa population s'élevait à 130 001 habitants en 2009,,., soit une densité de population de 64,30 hab./km2.
| 1946    | 1956    | 1965    | 1975    | 1985    | 1992    | 2001    | 2005    | 2007    |
| ------- | ------- | ------- | ------- | ------- | ------- | ------- | ------- | ------- |
| 151 209 | 154 864 | 168 629 | 175 933 | 174 681 | 161 987 | 144 125 | 136 621 | 133 854 |

| 2009    | - | - | - | - | - | - | - | - |
| ------- | - | - | - | - | - | - | - | - |
| 130 001 | - | - | - | - | - | - | - | - |

## Subdivisions

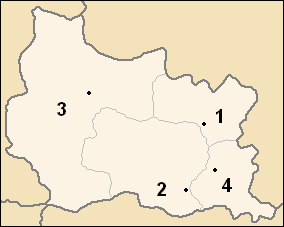
Carte des obchtini de l'oblast de Gabrovo - 1.Dryanovo Municipalité, 2.Gabrovo Municipalité, 3.Sevlievo Municipalité, 4.Tryavna Municipalité

L'oblast regroupe 4 municipalités (en bulgare, община – obchtina – au singulier, Общини – obchtini – au pluriel), au sein desquelles chaque ville et village conserve une personnalité propre, même si une intercommunalité semble avoir existé dès le milieu du XIXe siècle :
| Municipalité | Popul. (2022),. | Chef-lieu | Popul. (2022),. |
| ------------ | --------------- | --------- | --------------- |
| Dryanovo     | 7447            | Dryanovo  | 5692            |
| Gabrovo      | 50578           | Gabrovo   | 44786           |
| Sevlievo     | 29010           | Sevlievo  | 17473           |
| Tryavna      | 8922            | Tryavna   | 7180            |

## Administration
L'oblast est administré par un « gouverneur régional » (en bulgare Областен управител) ·dont le rôle est plus ou moins comparable à celui d'un préfet de département en France. Le gouverneur actuel est Tsvetan Marinov Nanov (en bulgare : Цветан Маринов Нанов).

## Liste détaillée des localités
Les noms de localités en caractères gras ont le statut de ville (en bulgare : град, translittéré en grad). Les autres localités ont le statut de village (en bulgare : село translittéré en selo).
Les noms de localités s'efforcent de suivre, dans la translittération en alphabet latin, la typographie utilisée par la nomenclature bulgare en alphabet cyrillique, notamment en ce qui concerne l'emploi des majuscules (certains noms de localités, visiblement formés à partir d'adjectifs et/ou de noms communs, ne prennent qu'une majuscule) ou encore les espaces et traits d'union (ces derniers étant rares sans être inusités). Chaque nom translittéré est suivi, entre parenthèses, du nom bulgare original en alphabet cyrillique.

### Dryanovo (obchtina)
L'obchtina de Dryanovo groupe une ville, Dryanovo, et 62 villages :
Balaleya (Балалея) ·
Balvantsite (Балванците) ·
Banari (Банари) ·
Bilkini (Билкини) ·
Boutchoukovtsi (Бучуковци) ·
Chouchnya (Шушня) ·
Dentchevtsi (Денчевци) ·
Djourovtsi (Джуровци) ·
Dlagnya (Длъгня) ·
Dobrenite (Добрените) ·
Dotcha (Доча) ·
Dolni Dragoïtcha (Долни Драгойча) ·
Dolni Varpichta (Долни Върпища) ·
Dourcha (Дурча) ·
Dryanovo (Дряново) ·
Elentsite (Еленците) ·
Gantchovets (Ганчовец) ·
Garnya (Гърня) ·
Gecha (Геша) ·
Genya (Геня) ·
Glouchka (Глушка) ·
Golemi Balgareni (Големи Българени) ·
Gorni Dragoïtcha (Горни Драгойча) ·
Gorni Varpichta (Горни Върпища) ·
Gostilitsa (Гостилица) ·
Gozdeïka (Гоздейка) ·
Ignatovtsi (Игнатовци) ·
Iskra (Искра) ·
Kalomen (Каломен) ·
Karaivantsa (Караиванца) ·
Kartipanya (Къртипъня) ·
Katrandjii (Катранджии) ·
Kereka (Керека) ·
Kosarka (Косарка) ·
Kosilka (Косилка) ·
Kouklya (Кукля) ·
Koumanite (Куманите) ·
Krantcha (Крънча) ·
Malki Balgareni (Малки Българени) ·
Manoya (Маноя) ·
Moutsya (Муця) ·
Neïtchovtsi (Нейчовци) ·
Parcha (Пърша) ·
Peïna (Пейна) ·
Petkovtsi (Петковци) ·
Platchka (Плачка) ·
Radantcheto (Раданчето) ·
Radovtsi (Радовци) ·
Ritya (Ритя) ·
Rounya (Руня) ·
Rousinovtsi (Русиновци) ·
Salasouka (Саласука) ·
Skalsko (Скалско) ·
Slaveïkovo (Славейково) ·
Sokolovo (Соколово) ·
Soukholoevtsi (Сухолоевци) ·
Stantcha (Станча) ·
Syarovtsi (Сяровци) ·
Tchoukovo (Чуково) ·
Tsareva livada (Царева ливада) ·
Tourkintcha (Туркинча) ·
Yantra (Янтра) ·
Zaya (Зая)

### Gabrovo (obchtina)
L'obchtina de Gabrovo groupe une ville, Gabrovo, et 133 villages :
Angelov (Ангелов) ·
Armènité (Армените) ·
Baevtsi (Баевци) ·
Balanite (Баланите) ·
Balinovtsi (Балиновци) ·
Bankovtsi (Банковци) ·
Bekriite (Бекриите) ·
Belomajite (Беломъжите) ·
Bobevtsi (Бобевци) ·
Bogdantchovtsi (Богданчовци) ·
Boïnovtsi (Бойновци) ·
Boïtcheta (Бойчета) ·
Bojentsite (Боженците) ·
Boltata (Болтата) ·
Boriki (Борики) ·
Borskoto (Борското) ·
Branetsite (Брънеците) ·
Byalkovo (Бялково) ·
Charani (Шарани) ·
Chiptchenite (Шипчените) ·
Debel dyal (Дебел дял) ·
Divetsi (Дивеци) ·
Djoumriite (Джумриите) ·
Donino (Донино) ·
Doumnitsi (Думници) ·
Draganovtsi (Драгановци) ·
Dragantchetata (Драганчетата) ·
Dragievtsi (Драгиевци) ·
Dragomani (Драгомани) ·
Ezeroto (Езерото) ·
Fargovtsi (Фърговци) ·
Gabene (Гъбене) ·
Gabrovo (Габрово) ·
Gaïkini (Гайкини) ·
Gaïtanite (Гайтаните) ·
Garvan (Гарван) ·
Genovtsi (Геновци) ·
Gentchovtsi (Генчовци) ·
Gergini (Гергини) ·
Gledatsi (Гледаци) ·
Gornova mogila (Горнова могила) ·
Grablevtsi (Гръблевци) ·
Iglika (Иглика) ·
Ivanili (Иванили) ·
Ivankovtsi (Иванковци) ·
Iztotchnik (Източник) ·
Jaltech (Жълтеш) ·
Jivko (Живко) ·
Kaltchovtsi (Калчовци) ·
Kamechtitsa (Камещица) ·
Karali (Карали) ·
Kharatcherite (Харачерите) ·
Kievtsi (Киевци) ·
Kmetcheta (Кметчета) ·
Kmetovtsi (Кметовци) ·
Kolichovtsi (Колишовци) ·
Koptcheliite (Копчелиите) ·
Kostadinite (Костадините) ·
Kostenkovtsi (Костенковци) ·
Kozi rog (Кози рог) ·
Lesitcharka (Лесичарка) ·
Loza (Лоза) ·
Malini (Малини) ·
Maloucha (Малуша) ·
Mejdeni (Междени) ·
Metchkovitsa (Мечковица) ·
Mikhaïlovtsi (Михайловци) ·
Milkovtsi (Милковци) ·
Mitchkovtsi (Мичковци) ·
Morovetsite (Моровеците) ·
Mouzga (Музга) ·
Mrakhori (Мрахори) ·
Nikoltchovtsi (Николчовци) ·
Novakovtsi (Новаковци) ·
Orlovtsi (Орловци) ·
Ouzounite (Узуните) ·
Ovochtartsi (Овощарци) ·
Partchovtsi (Парчовци) ·
Partevtsi (Пъртевци) ·
Peïovtsi (Пейовци) ·
Penkovtsi (Пенковци) ·
Petrovtsi (Петровци) ·
Petsovtsi (Пецовци) ·
Popari (Попари) ·
Popovtsi (Поповци) ·
Potok (Поток) ·
Prakhali (Прахали) ·
Prodanovtsi (Продановци) ·
Raïnovtsi (Райновци) ·
Rakhovtsi (Раховци) ·
Ratchevtsi (Рачевци) ·
Redechkovtsi (Редешковци) ·
Rouïtchovtsi (Руйчовци) ·
Ryazkovtsi (Рязковци) ·
Sabotkovtsi (Съботковци) ·
Sedyankovtsi (Седянковци) ·
Seïkovtsi (Сейковци) ·
Semerdjiite (Семерджиите) ·
Smilovtsi (Смиловци) ·
Solari (Солари) ·
Spantsi (Спанци) ·
Spasovtsi (Спасовци) ·
Starilkovtsi (Старилковци) ·
Stefanovo (Стефаново) ·
Stoevtsi (Стоевци) ·
Stoïkovtsi (Стойковци) ·
Stoïtchovtsi (Стойчовци) ·
Stomanetsite (Стоманеците) ·
Svinarski dol (Свинарски дол) ·
Tcharkovo (Чарково) ·
Tchavei (Чавеи) ·
Tchernevtsi (Черневци) ·
Tchervena lokva (Червена локва) ·
Tchitakovtsi (Читаковци) ·
Tchoukilite (Чукилите) ·
Todorovtsi (Тодоровци) ·
Todortcheta (Тодорчета) ·
Torbalajite (Торбалъжите) ·
Tranito (Трънито) ·
Trapeskovtsi (Трапесковци) ·
Tsvyatkovtsi (Цвятковци) ·
Valkov dol (Вълков дол) ·
Velkovtsi (Велковци) ·
Vetrovo (Ветрово) ·
Vlaïtchovtsi (Влайчовци) ·
Vlakhovtsi (Влайчовци) ·
Vrabtsite (Врабците) ·
Vranilovtsi (Враниловци) ·
Yankovtsi (Янковци) ·
Yasenite (Ясените) ·
Yavorets (Яворец) ·
Zdravkovets (Здравковец) ·
Zeleno darvo (Зелено дърво) ·
Zlatevtsi (Златевци).

### Sevlievo (obchtina)
L'obchtina de Sevlievo groupe une ville, Sevlievo, et 52 villages :
Agatovo (Агатово) ·
Baeva livada (Баева ливада) ·
Balgari (Българи) ·
Batochevo (Батошево) ·
Berievo (Бериево) ·
Boazat (Боазът) ·
Bogatovo (Богатово) ·
Bourya (Буря) ·
Chopite (Шопите) ·
Choumata (Шумата) ·
Damyanovo (Дамяново) ·
Debeltsovo (Дебелцово) ·
Dismanitsa (Дисманица) ·
Dobromirka (Добромирка) ·
Douchevo (Душево) ·
Douchevski kolibi (Душевски колиби) ·
Dryanat (Дрянът) ·
Dyalak (Дялък) ·
Enev rat (Енев рът) ·
Gorna Rositsa (Горна Росица) ·
Gradichte (Градище) ·
Gradnitsa (Градница) ·
Idilevo (Идилево) ·
Karamitchevtsi (Карамичевци) ·
Kastel (Кастел) ·
Khirevo (Хирево) ·
Koriata (Корията) ·
Kormyansko (Кормянско) ·
Koupen (Купен) ·
Kramolin (Крамолин) ·
Kravenik (Кръвеник) ·
Krouchevo (Крушево) ·
Lovnidol (Ловнидол) ·
Malinovo (Малиново) ·
Malki Varchets (Малки Вършец) ·
Marinovtsi (Мариновци) ·
Mladen (Младен) ·
Mletchevo (Млечево) ·
Ugorelets (Угорелец) ·
Petko Slaveïkov (Петко Славейков) ·
Popska (Попска) ·
Rogoulyat (Рогулят) ·
Ryahovtsite (Ряховците) ·
Selichte (Селище) ·
Sennik (Сенник) ·
Sevlievo (Севлиево) ·
Stokite (Стоките) ·
Stolat (Столът) ·
Tabachka (Табашка) ·
Tarkhovo (Търхово) ·
Toumbalovo (Тумбалово) ·
Valevtsi (Валевци) ·
Voïnichka (Войнишка)

### Tryavna (obchtina)
L'obchtina de Tryavna groupe une ville, Tryavna, et 104 villages :
Armyankovtsi (Армянковци) ·
Azmanite (Азманите) ·
Bakhretsi (Бахреци) ·
Bangeïtsi (Бангейци) ·
Bardarite (Бърдарите) ·
Bardeni (Бърдени) ·
Belitsa (Белица) ·
Bijovtsi (Бижовци) ·
Brejnitsite (Брежниците) ·
Daevtsi (Даевци) ·
Darvari (Дървари) ·
Daskarite (Дъскарите) ·
Dimievtsi (Димиевци) ·
Dobrevtsi (Добревци) ·
Dolni Marentsi (Долни Маренци) ·
Dolni Radkovtsi (Долни Радковци) ·
Dolni Tomtchevtsi (Долни Томчевци) ·
Dontchovtsi (Дончовци) ·
Donkino (Донкино) ·
Dragnevtsi (Драгневци) ·
Drandarite (Драндарите) ·
Entchovtsi (Енчовци) ·
Farevtsi (Фъревци) ·
Fartouni (Фъртуни) ·
Gaïdari (Гайдари) ·
Gentchovtsi (Генчовци) ·
Gloutnitsite (Глутниците) ·
Golemi Stantchovtsi (Големи Станчовци) ·
Gorni Damyanovtsi (Горни Дамяновци) ·
Gorni Marentsi (Горни Маренци) ·
Gorni Radkovtsi (Горни Радковци) ·
Gorni Tsonevtsi (Горни Цоневци) ·
Goryani (Горяни) ·
Ïovovtsi (Йововци) ·
Irinetsi (Иринеци) ·
Ivan Dimov (Иван Димов) ·
Kachentsi (Кашенци) ·
Kerenite (Керените) ·
Khristovtsi (Христовци) ·
Kiselkovtsi (Киселковци) ·
Kisiïtsite (Кисийците) ·
Koevtsi (Коевци) ·
Koïtchovtsi (Койчовци) ·
Kolyou Ganev (Колю Ганев) ·
Konarskoto (Конарското) ·
Krastenyatsite (Кръстеняците) ·
Krastets (Кръстец) ·
Kreslyouvtsi (Креслювци) ·
Malki Stantchovtsi (Малки Станчовци) ·
Maltchovtsi (Малчовци) ·
Manevtsi (Маневци) ·
Maroutsekovtsi (Маруцековци) ·
Matetchovtsi (Матешовци) ·
Mikhovtsi (Миховци) ·
Milevtsi (Милевци) ·
Mogilite (Могилите) ·
Mrazetsi (Мръзеци) ·
Nedyalkovtsi (Недялковци) ·
Nenovtsi (Неновци) ·
Nikatchkovtsi (Никачковци) ·
Nikolaevo (Николаево) ·
Nojerite (Ножерите) ·
Noseite (Носеите) ·
Ochanite (Ошаните) ·
Okoliite (Околиите) ·
Ourvata (Урвата) ·
Parjigrakh (Пържиграх) ·
Pavlevtsi (Павлевци) ·
Planintsi (Планинци) ·
Platchkovtsi (Плачковци) ·
Pobak (Побък) ·
Popgergevtsi (Попгергевци) ·
Popraïkovtsi (Попрайковци) ·
Prestoï (Престой) ·
Rachovite (Рашовите) ·
Radevtsi (Радевци) ·
Radino (Радино) ·
Radoevtsi (Радоевци) ·
Raevtsi (Раевци) ·
Raïnouchkovtsi (Райнушковци) ·
Ralevtsi (Ралевци) ·
Ratchovtsi (Рачовци) ·
Rouevtsi (Руевци) ·
Setchen kamak (Сечен камък) ·
Skortsite (Скорците) ·
Slivovo (Сливово) ·
Staïnovtsi (Стайновци) ·
Stantchov khan (Станчов хан) ·
Strajata (Стражата) ·
Stramtsi (Стръмци) ·
Svirtsi (Свирци) ·
Tchakalite (Чакалите) ·
Tchernovrakh (Черновръх) ·
Todoretsite (Тодореците) ·
Tomtchevtsi (Томчевци) ·
Tryavna (Трявна) ·
Valkovtsi (Вълковци) ·
Velentsi (Веленци) ·
Velkovo (Велково) ·
Veltchovtsi (Велчовци) ·
Vladovtsi (Владовци) ·
Vlasatili (Власатили) ·
Voïnitsite (Войниците) ·
Yabalkovtsi (Ябълковци) ·
Yavor (Явор) ·
Zelenika (Зеленика)